# Felsőpetény

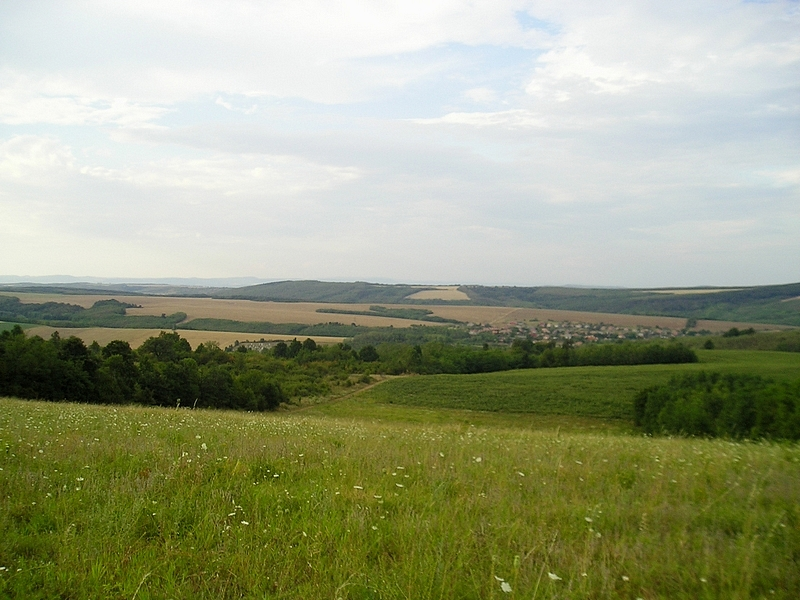
Felsőpetény határa

Felsőpetény (szlovákul: Horné Peťany) község Nógrád vármegye Rétsági járásában. Régi magyar település, de lakóinak jelentős része szlovák származású.

## Fekvése
A vármegye délnyugati részén található, a szomszédos települések: Nőtincs, Ősagárd, Bánk és Alsópetény. A Cserhát dombvidéke öleli körbe, a település környezetét nagyban meghatározza a cserháti táj jellege.
Közigazgatási területén áthalad a Rétságtól egészen Galgagutáig vezető 2115-ös út, de a lakott területét nem érinti; a település főutcája a 21 125-ös út, amely délnyugat felé ágazik ki az előbbi útból, annak 8. kilométerénél, és Nőtincsig, illetve a 2114-es útig vezet.

## Története
Első írásos említése 1247-ből való (Pethen), akkor még Alsópeténnyel közös falut alkotnak, a két település csak a 14. században vált ketté.
Az Árpád-korban a Csák nemzetségbeli Ugrin birtoka volt, akit IV. László király 1277-ben tárnokmesterévé nevezett ki. A 15. század végén, 1477-ben a Petényi családé lett, akik a helységből vették fel nevüket is. Később a Török család,  Werbőczy Imre birtokolta. A török hódoltság idején népessége jelentősen csökkent. A 18. század végén nagy számban szlovákok települtek a községbe.

## Közélete

### Polgármesterei
- 1990–1994: Lőrik József (független)[5]
- 1994–1998: Lőrik József (független)[6]
- 1998–2002: Lőrik József (független)[7]
- 2002–2006: Papp Éva (független)[8]
- 2006–2010: Papp Éva (független)[9]
- 2010–2014: Fedor István (független)[10]
- 2014–2019: Benyusovics Ervin (független)[11]
- 2019–2024: Laczkovszki Zsolt (független)[12]
- 2024– : Laczkovszki Zsolt (független)[1]

## Népesség
A település népességének változása:
| Lakosok száma | 590  | 576  | 567  | 538  | 562  | 536  | 549  |
|               | 2013 | 2014 | 2015 | 2021 | 2022 | 2023 | 2024 |

2001-ben a település lakosságának 57%-a magyar, 41%-a szlovák, 1%-a cigány és 1%-a egyéb nemzetiségűnek vallotta magát.
A 2011-es népszámlálás során a lakosok 90,4%-a magyarnak, 1,3% cigánynak, 0,2% görögnek, 0,2% németnek, 25,7% szlováknak, 0,2% szlovénnek mondta magát (9,6% nem nyilatkozott; a kettős identitások miatt a végösszeg nagyobb lehet 100%-nál). A vallási megoszlás a következő volt: római katolikus 22,7%, református 2,5%, evangélikus 37,9%, egyéb felekezet (főleg baptista) 14,4%, felekezeten kívüli 5,6% (17,1% nem nyilatkozott).
2022-ben a lakosság 96,1%-a vallotta magát magyarnak, 39,5% szlováknak, 0,4% cigánynak, 0,2% németnek, 3,2% egyéb, nem hazai nemzetiségűnek (3,9% nem nyilatkozott; a kettős identitások miatt a végösszeg nagyobb lehet 100%-nál). Vallásuk szerint 34,2% volt evangélikus, 21,2% római katolikus, 4,8% református, 0,2% görög katolikus, 10,5% egyéb keresztény, 0,4% egyéb katolikus, 7,1% felekezeten kívüli (21,5% nem válaszolt).

## Nevezetességei
- Almásy-kastély A község legfontosabb épülete a település külterületén álló, 1902-ben épült volt Almásy-kastély, amelyben korábban nevelőotthon működött. A Kastély utolsó tulajdonosa Gróf Almásy Imre volt, felesége Széchenyi Antoinette. Gyermekeik: Orsolya, Miklós, István.1955. november 2. és 1956. október 30.  között itt tartották házi őrizetben Mindszenty József bíboros, esztergomi érseket. Emlékét a kastély falán elhelyezett emléktábla őrzi. Minden év október utolsó vasárnapján Mindszenty-emléknapot tartanak a kastélynál.[16]
- Evangélikus templom
- A település mellett található kaolinbánya, melynek Bánkra vezetett kisvasútját 2014-ben számolták fel.

## Híres emberek
- Itt született 1864-ben Kiss István a Dunáninneni evangélikus egyházkerület püspöke.
- Itt volt óvónő Péter Erika költő és író.